# Književnost in gledališče 60. let 20. stoletja
Za književnost in gledališče 60. let so značilni uporništvo in napad, postavljanje ogledala družbi in iskanje ideala. V tem desetletju kriz in spopadov, so bili pisatelji, sodobniki priča postavitvi Berlinskega zidu, ter bili priče vojne v Vietnamu, pariškemu maju 1968, praške pomladi in kitajske kulturne revolucije, izzvani, da so se opredelili. Dogodki so spolitizirali književnost in razdelili literate. Zaradi emancipacije in osvoboditve iz tradicionalnih spon je na koncu od sporočila rodu iz 1968 vendar ostalo več kot samo besede.

## Nemčija
Tema Nemčije je bila žgoča. V 60. letih so vsi veliki pisatelji nemškega povojnega časa pisali romane, ki so se uvrstili med njihove najpomembnejše stvaritve, vsi pa soočajo bralce z njihovo lastno deželo. To so Tretja knjiga o Achimu (1961) Uweja Johnsona, Klovnovi pogledi (1963) Heinricha Bölla, Pasja leta (1963) Günterja Grassa, Samorog (1966) Siegfrieda Lenza.
Njihove teme so bile, povedano na kratko, zveriženje človeka pod Hitlerjevo vladavino, ovire pri razumevanju med državljani obeh delov razdeljene dežele ter borna zasebna in javna nravnost veliko preveč prilagodljive družbe nemškega gospodarskega čudeža. Zahodnonemški pisatelji so postali vest svojega (delnega) naroda, čeprav sami tega niso hoteli vedno priznavati.
Takšna vloga je bila bolj tvegana na oni strani železne zavese. Po Ulbrichtovi zgraditvi zidu se je le malokomu posrečilo izseliti se iz NDR. Kritične, uporniške glasove, na primer Wolfa Biermanna, so zadušili z dolgoletnimi prepovedmi nastopanja in objavljanja. Christa Wolf, takratna kandidatka za članico centralnega komiteja Socialistične enotne stranke Nemčije, je dosegla z romanom Razdeljeno nebo (1963) v enem letu sedem izdaj. Samo zato, ker se njeno prikazovanje nemške razdelitvene bede drži mej uradno še možnega, so roman lahko natisnili v vzhodnem Berlinu.

## Izpoved ali dokaz?
Šestdeseta leta so delo pisateljev in gledališčnikov obremenila s politizacijo, kot nobeno drugo desetletje po II. svetovni vojni. 
V vzhodni Nemčiji je tudi zaradi politizacije razpadla Skupina 47, uveljavljena predstavnica povojne književnosti. 
Celo njeni antiavtoritarni pisci 1965 niso hoteli slediti Petru Weissu, ko je zahteval odločitev za socializem:
 »Med možnostma, ki mi zdaj preostajata na izbiro, vidim le v socialistični družbeni ureditvi možnost za odpravo obstoječih nepravilnosti v svetu.«
Hans Magnus Enzensberger mu je ugovarjal v svoji reviji Kursbuch:
 »Ne more vsakdo stresati naokoli svoje izpovedi. (...) Zlahka pogrešam levičarsko moralno orožje. Nisem idealist. Raje kot izpovedi imam dokaze. Ljubši kor čustva so mi dvomi. Sovražim revolucionarno čvekanje. Ne potrebujem protislovnih podob sveta. Ob dvomu odloča resničnost.«
Peter Weiss, nemški pisatelj s švedskim državljanstvom in član Komunistične stranke Švedske, je istega leta (1965) spravil z dokumentarno igro Raziskava, oratorijem v 11 spevih na podlagi listin frankfurtskega taboriščnega procesa, na evropske odre razpravo o koncentracijskem taborišču Auschwitz - ob tem je napisal pasijonko ali propagandno igro.
Gledališče je preplavila dokumentarnost. V Andori je Max Frisch 1961 ustvaril izmišljeno parabolo o posamezni in skupni krivdi. Drugače pa sta ravnala Rolf Hochhuth, ki je leta 1963 z igro Namestnik božji neposredno obsodil molk Vatikana ob Hitlerjevem uresničevanju »dokončne rešitve judovskega vprašanja«, in Heinar Kipphardt o cerkveni in jedrski politiki, ki sta zelo odmevno zrcalili sodobnost in njena moralna merila.
V gledališče je prihajalo novo občinstvo. Veliko bolj so ga zanimali odgovori na žgoča sodobna vprašanja kot pa še tako bleščeče in komediantsko zaigrane absurdnosti življenja, kakor jih je na začetku desetletja z nenadnim uspehom - kakor bi se pojavil komet - prikazal Harold Pinter v Hišniku. Šele sčasoma so gledalci dokumentarnih iger spoznali, da njihovo navidezno objektivnost  gradi precejšen delež umetniškega urejanja in da šele iz tega izvira njeno učinkovanje. Druga pota je ubiralo newyorško Živo gledališče, ki je 1961 redno gostovalo po Evropi. Tudi v njem so bila v središču sodobna vprašanja in ozaveščanje o družbenih razmerah, in ker je skupina igrala ekspresivno, spontano in anarhaično, je pritegovala občinstvo.
V Sloveniji je bil to čas burnih političnih odzivov na prva eksperimentralna gledališča, predvsem Oder 57, ki je z uprizoritvami takratnih sodobnih slovenskih dramatikov (Dominik Smole, Primož Kozak, Dane Zajc, Marjan Rožanc, Peter Božič) sprožil tudi dejanja cenzure ter celo ukinitve Odra 57 in revije Perspektive. Hkrati pa so bila ta leta, kot v knjigi Med zapeljevanjem in sumničavostvo opozarja Tomaž Toporišič, tudi leta nastanka prvih skupin gledališke neoavantgarde, predvsem skupine Pupilija Ferkeverk, ki jo je vodil Dušan Jovanović in je združevala novo generacijo pesnikov, igralcev in drugih umetnikov.

## V ospredju Evropejci in Severnoameričani
Svetovna književna dela ne zaživijo že z nastankom, temveč šele s prehajanjem v druge jezike. Po podatkih Unesca za 1964 je bil najpogosteje prevajan Shakespeare, sledili so mu Lenin ter Enid Blyton, Agatha Christie in Georges Simenon, trojica iz številne skupine pisateljev mladinskih pripovednih del in kriminalk. Med romanopisci so bili najbolj prevajani John Steinbeck, Hemingway, Alberto Moravia - in Jean-Paul Sartre z avtobiografijo Besede (1964), dramami in romani.
Britanci, Francozi in Američani, s takšnim zaporedjem narodne pripadnosti prevajanih pisateljev je statistika Unesca še enkrat potrdila svetovno prevlado evropsko-severnoameriške kulture. Toda v svetovno književnost so z novimi imeni vstopili tudi Japonci in Latinoameričani oziroma so postali v Evropi znani z nekajdesetletno zamudo šele v 50. letih. To velja za dela Argentinca Octavia Paza, drugače pa je bilo z romanom Sto let samote Kolumbijca Gabriela Garcie Marqueza iz 1967. Prva naklada je bila razprodana v dveh tednih in tudi po svetu je zaslovel prav kmalu.

## Maova knjižica in gulagi
Najbolj osupljiv dokaz, da je zanimanje prešlo meje evrocentrizma, je prinesel uporniški mladi rod 60. let. V rdeče umetno usnje vezane Besede predsednika Maa Cetunga so kot Rdeča knjižica prehajale iz rok v roke. Veliki predsednik je napovedoval bližnjo zmago socializma nad »hudičem« imperializma. Tisoči Evropejcev so navdušeno sprejemali sporočilo Rdeče knjižice, pri tem pa spregledali, kako surovo Ljudska republika Kitajska krši temeljne človekove pravice.
V hladni vojni je bila strah zbujajoča politična nasprotnica supersila Sovjetska zveza. Aleksander Isajevič Solženicin, priča in žrtev kazenskih taborišč Josipa V. Stalina, je lahko 1962 pod varstvom Nikite S. Hruščova objavil En dan Ivana Denisoviča, prvo poročilo o gulagih , sibirskih delovnih taboriščih. Poznejši Solženicinovi obračuni s stalinizmom (Rakov oddelek, Prvi krog) niso smeli iziti v ZSSR, vendar so 1968 prišli na Zahod in so izšli v številnih prevodih. To je bilo značilno, saj so prav takrat čete Varšavskega pakta zatrle na Češkoslovaškem poskus uresničevanja »socializma s človeško podobo«, s čimer se je končala praška pomlad.

## Anglo-ameriške knjižne uspešnice
Iz ZDA, države z bolj ali manj literarnimi uspešnicami, sta prišla Herzog (1964) Saula Bellowa, in Ameriški sen (1965) Normana Mailerja, rezek, zasrašujoč newyorški roman. Največ razpravljanja pa je sprožil emancipacijski roman Skupina (1963) pisateljice Mary McCarthy. Njegova spolna sproščenost je bila spotikljiva tudi za Evropo, v kateri je londonsko sodišče šele 1960 oprostilo Ljubimca lady Chatterley Davida Herberta Lawrencea obtožbe zaradi pornografskosti in dovolilo objavo neokrnjenega besedila.
Umetnost svobodnega pripovedništva je dosegla enega vrhov v romanu Naj mi bo ime Gantenbein (1965) Švicarja Maxa Frischa, v romanu neomejenih možnosti fantazije in domišljije, begajočega prepleta iluzije in življenjske modrosti.